# Антитръстов закон Шърман
Антитръстов закон Шърман (на английски: Sherman Act), с пълно име Закон за защита на търговията срещу незаконни ограничения и монополи, е първият антитръстов (антимонополен) закон в САЩ, който обявява за престъпление препятстването на свободната търговия чрез създаването на монопол и сключването на сговор с тази цел. Законът на Шърман в съществената си част е в сила и до днес и е включен във федералния Кодекс на САЩ (част 15, параграфи 1 – 7).
Носи името на инициатора на законопроекта е сенатор Джон Шърман, който през 1890 ръководи Републиканската партия в Сената. Законопроектът на Шърман е одобрен от Сената на 8 април 1890, от Камарата на представителите на 20 юни, утвърден от президента Бенджамин Харисън и встъпва в сила на 2 юли 1890 г. В течение на първото си десетилетие законът не е много популярен и Върховният съд на САЩ гледа само няколко дела за нарушаването му, но президентът Рузвелт започва активно да го прилага в своята антитръстова кампания.
Законът е насочен не срещу тръстовете като форма на бизнес обединение, а срещу явното ограничаване на свободната търговия (както между отделните щати, така и на международната) и в това число, персонално срещу Джон Рокфелер и неговата компания Стандарт Ойл. Определението на тръст, дадено в закона (договор, обединение във формата на тръст или в друга форма, ограничаващо търговията…), позволява то да се използва както срещу обединението на търговски предприятия, така и срещу профсъюзите; тази неточност е отстранена с поправката на Клейтън от 1914 година.